# Julius Wellhausen
Julius Wellhausen (Hamelín; 17 de mayo de 1844-Gotinga; 7 de enero de 1918) fue un filólogo orientalista y teólogo protestante alemán, experto en culturas orientales.

## Biografía
Hijo de un pastor protestante de Hamelin, estudió teología en la Universidad de Gotinga con el profesor Georg Heinrich August Ewald, cuya obra Historia del pueblo de Israel le influyó notablemente. Allí se convirtió en privatdozent o profesor habilitado de Historia del Antiguo Testamento en 1870. En 1872, fue nombrado profesor ordinario de teología en la Universidad de Greifswald. Sin embargo, abandonó la facultad en 1882 por razones de conciencia, porque, aparte de que su dimisión había sido recusada durante dos años seguidos, según su carta de renuncia
Me había convertido en teólogo porque me interesaba el tratamiento científico de la Biblia y, poco a poco, llegué a comprender que un profesor de teología también tenía la tarea práctica de preparar a los estudiantes para servir en la Iglesia Protestante: yo no era adecuado para esta tarea práctica, sino que, a pesar de toda la precaución por mi parte, hacía que mis oyentes no fueran aptos para su oficio. Desde entonces, mi cátedra teológica ha estado pesando mucho en mi conciencia.
Se convirtió en profesor extraordinario de lenguas orientales en la facultad de filología de Halle y fue elegido profesor ordinario en Marburgo en 1885. Fue transferido a Gotinga en 1892, donde ya permaneció hasta su muerte.
Entre los teólogos y eruditos bíblicos, es conocido sobre todo por su libro Prolegomena zur Geschichte Israels (Prolegómenos a la Historia de Israel, 1879, publicado por primera vez en 1878 como Geschichte Israels). Tras una síntesis detallada de los puntos de vista existentes sobre los orígenes de los primeros cinco primeros libros del Antiguo Testamento o Pentateuco o Torá, la contribución de Wellhausen fue colocar el desarrollo de estos libros en un contexto histórico y social, apoyándose en los trabajos de Karl Heinrich Graf, Wilhelm de Wette y Wilhelm Vatke, que indicaban que el Pentateuco era anterior a los Profetas. La teoría resultante, llamada hipótesis documentaria, que identifica y data cuatro fuentes en el Pentateuco o Torá (la Yahvista o J, la Elohista o E, la Deuteronomista o D y la Sacerdotal o P), se convirtió en el modelo dominante en esta cuestión para muchos eruditos bíblicos y lo siguió siendo durante la mayor parte del siglo XX. En el ámbito de los estudios árabes, su mayor logro sigue siendo El reino árabe y su caída.
Perteneció a la Escuela de la historia de las religiones y contribuyó al movimiento de la Antigua búsqueda del Jesús histórico. Retomó antiguas interpretaciones del racionalismo alemán. Interpretó que el título de Hijo del Hombre que Jesús utiliza en los evangelios, quería decir simplemente «hombre». La significación mesiánica, según Wellhausen, aparece tras la muerte de Jesús, unida a concepciones escatológicas de algunos grupos mesiánicos de la época.
Sin embargo, la expresión Hijo del Hombre, proviene del libro de Daniel, en el Antiguo Testamento:

Yo seguía mirando, atraído por las insolencias que profería aquel cuerno; hasta que mataron a la fiera, la descuartizaron y la echaron al fuego. A las otras fieras les quitaron el poder, dejándolas vivas una temporada. Seguí mirando y en la visión nocturna vi venir en las nubes del cielo como un hijo de hombre, que se acercó al anciano y se presentó ante él. Le dieron poder real y dominio: todos los pueblos, naciones y lenguas lo respetarán. Su dominio es eterno y no pasa, su reino no tendrá fin.
(Dan 7, 11-14)

Fue escrito por el profeta Daniel, autor del libro que lleva su nombre, durante el siglo VI a. C., probablemente poco después del final del cautiverio de Babilonia. Es un libro de estilo apocalíptico. Así como Dios es representado por un anciano, el hijo del hombre es un personaje que parece condensar todo lo humano, todo lo bueno que hay en la humanidad, que procede de las nubes del cielo —la morada de Dios, en la simbología semítica— y que vencerá sobre la maldad y la brutalidad, de forma definitiva.
Este libro, perteneciente al canon hebreo (Tanaj) o Antiguo Testamento del canon cristiano, dio lugar al uso de la expresión «Hijo del Hombre» que Jesús usa para referirse a Sí mismo como el Mesías esperado por el pueblo judío.

## Obra
- De gentibus et familiis Judaeis quae 1. Chr 2.4 enumerantur. 1870.
- Der Text der Bücher Samuelis. Vandenhoeck & Ruprecht, Göttingen 1871.
- Die Pharisäer und die Sadducäer. Eine Untersuchung zur inneren jüdischen Geschichte. L. Bamberg, Greifswald 1874.
- Geschichte Israels in zwei Bänden. tomo I. Reimer, Berlin 1878.
- Muhammed in Medina: Das ist Vakidi’s Kitab al Maghazi. In verkürzter deutscher Wiedergabe. Reimer, Berlin 1882.
- Prolegomena zur Geschichte Israels 2 vols. Reimer, Berlin 1883
- Abriss der Geschichte Israels und Juda’s. en: Skizzen und Vorarbeiten. 1.; Heft. Reimer, Berlin 1884.
- Lieder der Hudhailiten, Arabisch und Deutsch. En: Skizzen und Vorarbeiten. 1. Reimer, Berlin 1884.
- Die Composition des Hexateuch. En: Skizzen und Vorarbeiten. 2. Heft. Reimer, Berlin 1885
- Die Composition des Hexateuchs und der historischen Bücher des Alten Testaments. De Gruyter, Berlin 1963.
- Medina vor dem Islam; Muhammads Gemeindeordnung von Medina; Seine Schreiben, und die Gesandtschaften an ihn. En: Skizzen und Vorarbeiten. Reimer, Berlin 1889.
- Die Kleinen Propheten übersetzt und mit Noten. En: Skizzen und Vorarbeiten. Reimer, Berlin 1992.
- Israelitische und Jüdische Geschichte. Reimer, Berlin 1894.
- Reste arabischen Heidentums. Reimer, Berlin 1897.
- Prolegomena zur ältesten Geschichte des Islams. En: Skizzen und Vorarbeiten. Reimer, Berlin 1899.
- Verschiedenes: Bemerkungen zu den Psalmen; Des Menschen Sohn; Zur Apokalyptischen Literatur; Über einige schwache Verben im Hebräischen. En: Skizzen und Vorarbeiten.. Reimer, Berlin 1899.
- Die religiös-politischen Oppositionsparteien im alten Islam. Weidmann, Berlin 1901; Die religiös-politischen Oppositionsparteien im alten Islam, hrsg., eingeleitet und mit einer Bibliographie versehen von Ekkehard Ellinger, Deux Mondes, Schwetzingen 2010.
- Das Arabische Reich und sein Sturz. Reimer, Berlin 1902.
- Das Evangelium Marci übersetzt und erklärt. Reimer, Berlin 1903.
- Das Evangelium Matthaei übersetzt und erklärt. Reimer, Berlin 1904.
- Das Evangelium Lucae, übersetzt und erklärt. Reimer, Berlin 1904.
- Einleitung in die ersten drei Evangelien. Reimer, Berlin 1905.
- Die Christliche Religion mit Einschluss der israelitisch-jüdischen Religion. En: Paul Hinneberg (ed..): Kultur der Gegenwart. Teubner, Berlin/ Leipzig 1906; 1–40.
- Das Evangelium Johannis. Reimer, Berlin 1908.
- Kritische Analyse der Apostelgeschichte. En: Abhandlungen der königlichen Gesellschaft der Wissenschaften zu Göttingen, philologisch-historische Klasse. Neue Folge, Weidmann, Berlin 1914.
- Grundrisse zum Alten Testament. Hrsg. von Rudolf Smend. Kaiser, Múnich 1965.